# Densipora corrugata
Densipora corrugata är en mossdjursart som beskrevs av William MacGillivray 1881. Densipora corrugata ingår i släktet Densipora och familjen Densiporidae. Inga underarter finns listade i Catalogue of Life.